# 田文 (1962年)
田文（1962年1月—），女，汉族，新疆哈密人，中华人民共和国政治人物。新疆师范大学政治系政治教育专业毕业。

## 生平
1979年10月，在新疆师范大学政治系政治教育专业学习。1983年7月加入中国共产党。1983年8月参加工作，任新疆师范大学马列部教师。1993年9月，任新疆师范大学政教系副主任。1994年9月，任新疆师范大学政教系党总支书记、副主任。1998年2月，任新疆师范大学党委副书记。
2003年6月，任新疆维吾尔自治区妇联党组书记、副主席。2005年12月，任中共新疆维吾尔自治区党委组织部副部长，自治区人事厅党组书记、副厅长。2013年7月，任新疆维吾尔自治区政府副主席，自治区党委组织部副部长，自治区人力资源和社会保障厅党组书记。2014年7月，任新疆维吾尔自治区政府副主席。2016年10月，任新疆维吾尔自治区政府副主席兼中共新疆维吾尔自治区党委宣传部部长。2016年11月，当选中共新疆维吾尔自治区党委常委。2021年10月，卸任自治区党委常委、宣传部部长。
2008年，当选第十一届全国人民代表大会新疆地区代表。